# Zaïssan
Zaïssan (en kazakh et en russe : Зайсан) est une ville de l'oblys du Kazakhstan-Oriental, au Kazakhstan, et le centre administratif du raïon de Zaïssan. Sa population s'élevait à 15 049 habitants en 2012.

## Géographie
Zaïssan se trouve au pied septentrional des monts Saour, l'extrémité occidentale des montagnes du Tarbagataï, dans l'Altaï, à 35 km au sud-est du lac Zaïssan, à 55 km à l'ouest de la frontière chinoise, à 457 km au nord-ouest d'Ürümqi (Chine), à 855 km au sud de Novossibirsk (Russie), à 1 067 km au sud-est d'Astana, la capitale du Kazakhstan, et à 1 650 km à l'ouest d'Oulan-Bator (Mongolie).

## Histoire
Le village de Zaïssan fut créé en 1868 comme poste militaire russe. Il a le statut de ville depuis 1941.

## Population
Recensements (*) ou estimations de la population :
| 1897* | 1959* | 1970*  | 1979*  | 1989*  |
| ----- | ----- | ------ | ------ | ------ |
| 4 402 | 8 788 | 12 289 | 14 374 | 16 970 |

| 1999*  | 2005   | 2009*  | 2011   | 2012   |
| ------ | ------ | ------ | ------ | ------ |
| 16 021 | 15 295 | 14 389 | 14 994 | 15 049 |

## Économie
Zaïssan est au centre d'une grande région d'élevage de moutons (viande et laine).

## Culture
La ville possède un musée d'histoire locale.

## Personnalités
- Pavel Vassiliev (1910-1937), poète
- Vassili Golovtchenko (1921-1990), officier militaire, Héros de l'Union soviétique

## Transports
Zaïssan se trouve à 378 km de la gare ferroviaire de Janguiztobe sur la ligne Semeï – Almaty. On y trouve un aéroport.